# Arkadiusz Głowacki
Arkadiusz Rafał Głowacki (Poznań, 13 marzo 1979) è un ex calciatore polacco, di ruolo difensore.

## Palmarès

### Club

#### Competizioni nazionali
- Campionato polacco: 6

Wisła Cracovia: 2000-2001, 2002-2003, 2003-2004, 2004-2005, 2007-2008, 2008-2009
- Coppa di Polonia: 2

Wisła Cracovia: 2001-2002, 2002-2003
- Coppa di Lega polacca: 1

Wisła Cracovia: 2001
- Supercoppa di Polonia: 1

Wisła Cracovia: 2001
- Supercoppa di Turchia: 1

Trabzonspor: 2010